# Joachim Berger
Joachim Berger (* 1949) ist ein deutscher Schriftsteller.

## Leben
Berger zog nach dem Abitur nach Berlin, wo er die Nähe der Studentenbewegung der 1960er und 1970er Jahre suchte. Nach einem Studium der Germanistik und Geschichte verfasste er als freier Schriftsteller Sach- und Reisebücher, insbesondere zur Geschichte Berlins und Brandenburgs. Populär wurden seine Bücher über Geschichte und Lebenswelt des Berliner Stadtteils Kreuzberg. Berger wirkte auch als Kolumnist und Essayist für deutsche Zeitungen.
Berger lebt und arbeitet in Berlin. An dem als Künstlerhaus bekannten Gebäude der Memlingstraße 16/17 in Berlin-Steglitz, seiner langjährigen Wohnadresse, wurde 1986 eine offizielle Gedenktafel angebracht, die seine schriftstellerische Tätigkeit würdigt. Berger befasst sich privat und schriftstellerisch mit dem Buddhismus, ist Vegetarier und setzt sich für Tierrechte ein.

## Werke (Auswahl)
- Joachim Berger (Text), Christoph Lang (Fotos): Kreuzberger Wanderbuch. Wege ins widerborstige Berlin. Goebel Verlag, Berlin 1984, ISBN 3-924591-01-6
- Joachim Berger: Berlin freiheitlich und rebellisch. Stadt-Lese-Wander-Buch. Goebel, Berlin 1986, ISBN 3-924591-02-4
- Joachim Berger (Text), Christoph Lang (Fotos), Melanie Seipoldy (Zeichnungen), Wulf Alex (Karten-Skizzen): Wendländisches Wanderbuch. Verträumte Wege zwischen Heide und Elbe. Busse Verlag, Herford, 1982, ISBN 3-87120-811-6
- Joachim Berger (Text), Grit Ott (Frauen-Kapitel): Mark Brandenburg freiheitlich & rebellisch (Nord und Ost): Lese-Wander-Buch. Goebel Verlag, Berlin 1993, ISBN 3-924591-07-5